# Gmina Kroczyce
Die Gmina Kroczyce ist eine Landgemeinde im Powiat Zawierciański der Woiwodschaft Schlesien in Polen. Ihr Sitz ist das gleichnamige Dorf mit etwa 1700 Einwohnern.

## Gliederung
Zur Landgemeinde Kroczyce gehören folgende Ortschaften mit einem Schulzenamt:
Biała Błotna
Browarek
Dzibice
Dobrogoszczyce
Gołuchowice
Huta Szklana
Kostkowice
Kroczyce Okupne
Stare Kroczyce
Lgota Murowana
Lgotka
Podlesice
Piaseczno
Pradła
Przyłubsko
Siamoszyce
Siedliszowice
Siemięrzyce
Szypowice
Trzciniec